# Andy Sertich
Andy Sertich (Coleraine, Minnesota, 6. svibnja 1983.) američki je profesionalni hokejaš na ledu hrvatskog podrijetla.  Igra na poziciji desnog beka.

## Karijera
Amaterski dio karijere odradio je studirajući i igrajući hokej za jednu od najjačih američkih sveučilišnih momčadi - Minnesotu. Kroz četiri godine igranja na sveučilištu suigrači su mu bili današnje velike zvijezde NHL-a poput Thomasa Vaneka, Paula Martina i Phila Kessela. U četiri godine igranja Sertich je u 171 utakmici upisao 27 golova i 39 asistencija. Na draftu 2002. godine izabrali su ga Pittsburgh Penguinsi, premda za njih nikada nije zaigrao. U sezoni 2008./09. igrao je za ECHL (East Coast Hockey League) momčad Utah Grizzlies gdje je tijekom 62 utakmice postigao 12 golova i 24 asistencije čime je bio najbolji branič po bodovima svoje momčadi. Osim za Utah odigrao je i 6 utakmica za momčad Bridgeport Sound Tigers koja nastupa u AHL-u (American Hockey League), drugoj po snazi ligi na američkom kontinentu. 
U pripremama za sezonu 2009./10. potpisao je ugovor s hrvatskim KHL Medveščakom. Ostankom u Medveščaku barem dvije sezone, Sertich je dobio pravo nastupa i za hrvatsku reprezentaciju. U Medveščakovom dresu protekle u sezoni 2009./10. odigrao je 69 utakmica, postigao 9 golova te ostvario 30 asistencija, dok je svega 10 kaznenih minuta proveo izvan leda. 1. travnja 2010. objavljeno je da je Sertich svoju vjernost zagrebačkim Medvjedima produžio, potpisavši sportski ugovor na 1 + 1 sezonu.

## Statistika karijere
Bilješka: OU = odigrane utakmice, G = gol, A = asistencija, Bod = bodovi, +/- = plus/minus, KM = kaznene minute, GV = gol s igračem više, GM = gol s igračem manje, GO = gol odluke
| 2009./10. | KHL Medveščak | EBEL | 27 | 5 | 10 | 15 | -9 | 6 | 0 | 1 | 0 |  |  |  |  |  |  |  |  |  |

## Vanjske poveznice
- Profil na The Internet Hockey Database